# Ramil Qasımov
Ramil Qasımov (ur. 13 sierpnia 1981) – azerski judoka. Olimpijczyk z Pekinu 2008, gdzie zajął 21. miejsce wadze półlekkiej. Złoty medalista igrzysk paraolimpijskich w 2016.
Startował w Pucharze Świata w latach 2002-2008 i 2010-2012. Siódmy na mistrzostwach Europy w 2007 i 2008. Złoty medalista uniwersjady w 2006 roku.

## Letnie Igrzyska Olimpijskie 2008
| Konkurencja | Eliminacje           | Klas. końcowa |
| Konkurencja | Przeciwnik I         | Miejsce       |
| ----------- | -------------------- | ------------- |
| 66 kg       | Alim Gadanow (RUS) P | 21.           |